# Улица Братства Тарасовцев (Чернигов)
Улица Братства Тарасовцев (до 2024 года — улица Добролюбова) (укр. Вулиця Братства Тарасівців) — улица в Новозаводском районе города Чернигова, исторически сложившаяся местность (район) Старая Подусовка. Пролегает от улицы Теробороны (Гагарина) до улицы Солнечная.
Примыкает улица Спортивная.

## История
Овражная улица была проложена в 1959 году от улицы Гагарина и была застроена индивидуальными домами.
В 1960 году Овражная улица переименована на улица Добролюбова — в честь русского литературного критика Николая Александровича Добролюбова.
С целью проведения политики очищения городского пространства от топонимов, которые возвеличивают, увековечивают, пропагандируют или символизируют Российскую Федерацию и Республику Беларусь, 10 июля 2024 года улица получила современное название — в честь тайной организации представителей украинского национального движения Братства тарасовцев, согласно Решению Черниговского городского совета № 41/VIII-7 «Про переименование улиц в городе Чернигове» («Про перейменування вулиць у місті Чернігові»).

## Застройка
Улица пролегает в северном направлении к административной границе Черниговского горсовета с Черниговским районом. Парная и непарная стороны улицы заняты усадебной застройкой улиц Теробороны (Гагарина), Спортивная и Солнечная. 
Ни один дом не числится за данной улицей, невзирая на это улица присутствует в «Перечне улиц города Чернигова» («Перелік вулиць міста Чернігова»), утвержденном Решением исполнительного комитета городского совета № 164 от 15 июня 2009 года. 
Учреждения: нет.